# Rupa, Kranj
Rupa je manjša vas pri Kranju in njegov del. S Kranjem in Kokrico je vas povezana z mestnima avtobusnima progamoma št. 5 in 6. Središče vasi je ob Cerkvi sv. Marije Magdalene. 
Rupa leži severno od občinskega središča Kranj med Zlatim poljem in gorenjsko avtocesto. Mimo vasi teče potok Rupovščica.